# 시마다시
시마다시(일본어: 島田市)는 일본 시즈오카현 중앙부의 오이강 강변에 있는 시이다.

## 인접한 자치체
- 후지에다시
- 가케가와시
- 기쿠가와시
- 마키노하라시
- 하이바라군 요시다정
- 슈치군 모리정

## 역사
에도 시대에는 도카이도의 역참 마을인 시마다주쿠와 가나야주쿠로 번영했다. 에도 막부는 에도(현재의 도쿄)를 지키기 위해 오이강에 다리를 만들거나 나룻배를 운행하지 않았고 여행객들은 강이 걸어서 건널 수 있을 만큼 물이 빠질 때까지 며칠 간 이곳에서 기다려야 했다. 그래서 조선 통신사가 통과할 때도 배다리를 놓는 등 애를 먹었다.
이 두 마을을 연결하는 다리가 처음으로 건설된 것은 메이지 유신 이후인 1871년이었다. 1889년 4월 16일에 두 마을은 도카이도 본선의 시마다역이 개업하면서 철도로 연결되었다.
시마다시는 1948년 1월 1일에 성립했고, 1955년 1월 1일에 이웃한 로쿠고촌, 오쓰촌, 다이초촌과 이쿠미촌의 일부를 합병했다. 1961년 6월 1일에 하쓰쿠라촌을 편입하였다.
2005년 5월 5일에는 오이강 건너편의 가나야정(金谷町)과 통합하여 새로운 시마다시가 발족했다. 시마다는 오이강 좌안, 가나야는 오이강 우안의 역참 마을이었다. 2008년 4월 1일에는 새로운 가와네정을 편입하였다.

## 교통

### 철도
- 도카이 여객철도 도카이도 본선
- 오이가와 철도 오이가와 본선

### 도로
- 도메이 고속도로
- 국도 1호선
- 국도 473호선

## 인구
| 연도 | 인구    | ±%     |
| ---- | ------- | ------ |
| 1940 | 68,753  | —      |
| 1950 | 86,704  | +26.1% |
| 1960 | 94,272  | +8.7%  |
| 1970 | 96,613  | +2.5%  |
| 1980 | 100,519 | +4.0%  |
| 1990 | 103,149 | +2.6%  |
| 2000 | 102,585 | −0.5%  |
| 2010 | 100,250 | −2.3%  |